# Arktisk fjeldpryd
Arktisk Fjeldpryd (Diapensia lapponica) er en stedsegrøn dværgbusk med en pudeformet vækst. Arten er den eneste i slægten Diapensia. Den enkelte plante kan opnå en alder på mere end hundrede år, hvilket er blevet eftervist ud fra tælling af årringe på canadiske planter.

## Beskrivelse
Bladene er spatelformede, afrundede og læderagtige med nedadbøjet spids og hel rand. De er arrangeret i rosetter. Blomstringen sker til forskelligt tidspunkt, afhængigt af forårets komme på stedet. Blomsterne bæres enkeltvis frem over bladtuen på hårløse, op til 3 cm lange stængler. Den enkelte blomst er forholdsvis stor og hvid med fem kronblade og fem støvdragere.
Rodnettet er kraftigt og dybtgående, sådan som det er almindeligt hos tørketående planter.
Højde x bredde og årlig tilvækst: 0,05 x 0,10 m (0,1 x 0,2 cm/år).

## Hjemsted
Arktisk Fjeldpryd vokser i arktiske og alpine områder på heder og fjeldmark på tørre højderygge, som holdes frie for sne af kraftig vind.

## Underarter
Fjeldpryds to underarter her hvert sit udbredelsesområde
- Diapensia lapponica subsp. lapponica findes i Nordamerika, Grønland (nordover til Qaanaaq og Ittoqqortoormiit)[3], Skotland (kun én lokalitet), Skandinavien og i den vestlige del af arktisk Rusland.
- Diapensia lapponica subsp. obovata findes i Korea, Japan, Alaska, Yukon og den østlige del af arktisk Rusland.

## Billeder
|  |  |

| Portal | Portal:Botanik |